# Dolomiti v NOB
‎Dolomiti v NOB je zgodovinska monografija, delo avtorja Rudolfa Hribernika-Svaruna. Knjiga je izšla leta 1974 kot del Knjižnice NOV in POS.
Sama knjiga se ukvarja z raziskovanjem Dolomitov med drugo svetovno vojno.